# Ostrowiec (powiat sławieński)
Ostrowiec (niem. Wusterwitz) – wieś w Polsce położona w województwie zachodniopomorskim, w powiecie sławieńskim, w gminie Malechowo przy drodze wojewódzkiej nr 205.
Na wschód od wsi znajduje się rynnowe Jezioro Ostrowieckie o długości 2 km, szerokości 200–350 m.
W latach 1975–1998 miejscowość administracyjnie należała do województwa koszalińskiego.
W okolicach Ostrowca znajduje się miejsce typowe jaskra Amalasunty, mikrogatunku jaskrów różnolistnych znanego z kilku stanowisk na Pomorzu Zachodnim.

## Zabytki
- barokowy pałac z przełomu XVI i XVII, przebudowany w I połowie XVIII w., elewacje podzielone pilastrami i ornamentami roślinnymi, podwyższa je centralny fronton. Po 1945 Ośrodek Hodowli Zarodowej, obecnie w rękach prywatnych[7]. W otoczeniu park krajobrazowy z XVIII w[8].
- kościół gotycki z XV w. przebudowany w XVII i II poł. XVIII w. utracił cechy stylowe. Wyposażenie barokowe (ołtarz, tryptyk, ambona, empory, organy, chrzcielnica, epitafia i świeczniki), w murach wieży koło młyńskie[9].